# Fomboni
Fomboni é a terceira maior cidade das Comores. Tem uma população de 15.000 habitantes, é também a capital e maior cidade da ilha de Mohéli.